# Laraine Newman
Laraine Newman, född 2 mars 1952 i Los Angeles, är en amerikansk skådespelare, röstskådespelare och komiker.
Hon är syster till den Emmy-belönade manusförfattaren Tracy Newman. Efter att ha gått ut skolan studerade hon mim för Marcel Marceau i Paris.
Laraine Newman är en av grundarna till improvisationsgruppen The Groundlings. Hon är bland annat känd för att ha tillhört ursprungsensemblen av sketchprogrammet Saturday Night Live mellan 1975 och 1980. Åren i programmet var turbulenta och Newman led av ätstörningar och missbrukade, liksom flera andra i ensemblen, droger och var beroende av heroin. Under 2000-talet har hon blivit en flitigt anlitad röstskådespelare.
1991 gifte hon sig med Chad Einbinder och tillsammans har de två barn, varav den ena är skådespelaren Hannah Einbinder. Paret skilde sig 2016.

## Filmografi i urval
- 1975–1980 – Saturday Night Live (TV-serie)
- 1978 – American Hot Wax
- 1980 – Milda makter!
- 1985 – Sesam slår till igen (röst)
- 1985 – Perfect
- 1986 – Invasion från Mars
- 1991 – Satungen 2
- 1992 – Fortsätt drömma (TV-serie)
- 1993 – Coneheads
- 1993 – Witchboard 2 - Djävulen röst
- 1994 – The Flintstones
- 1996 – Klappjakten
- 1998 – Fear and Loathing in Las Vegas
- 1998 – The New Batman/Superman Adventures (TV-serie) (röst)
- 2000–2006 – Gingers dagbok (TV-serie) (röst)
- 2001 – Monsters, Inc. (röst)
- 2002–2004 – Sjunde himlen (TV-serie)
- 2003 – Fantastiska Wilbur 2 (röst)
- 2006 – Ice Age 2 (röst)
- 2006 – Bilar (röst)
- 2006 – Vilddjuren (röst)
- 2006 – Bondgården (röst)
- 2007 – Rick & Steve: The Happiest Gay Couple in All the World (TV-serie) (röst)
- 2007 – Surf's Up (röst)
- 2008 – Horton (röst)
- 2008 – WALL-E (röst)
- 2009 – Upp (röst)
- 2009 – Det regnar köttbullar (röst)
- 2010 – Toy Story 3 (röst)
- 2010 – Trassel (röst)
- 2012 – Lorax (röst)
- 2012 – Röjar-Ralf (röst)
- 2013 – Monsters University (röst)
- 2013 – Dumma mej 2 (röst)
- 2014 – Trophy Wife (TV-serie)
- 2014 – The Boxtrolls (röst)
- 2015 – Insidan ut (röst)
- 2015 – Minioner (röst)
- 2016 – Husdjurens hemliga liv (röst)
- 2016 – Nerdland (röst)
- 2016 – Sing (röst)
- 2017 – Dumma mej 3 (röst)
- 2017 – The Emoji Movie (röst)
- 2017 – Den stora nötkuppen 2 (röst)
- 2018 – Grinchen (röst)
- 2019 – Husdjurens hemliga liv 2 (röst)
- 2020 – Bob's Burgers (TV-serie) (röst)